# Třída Iowa
Třída Iowa byla třída bitevních lodí amerického námořnictva, objednaných v letech 1939–1940 a určených zejména pro doprovod úderných svazů rychlých letadlových lodí. Byly to poslední dokončené americké bitevní lodi a pravděpodobně nejkvalitnější bitevní lodi vůbec (stavba třídy Montana už byla po válce zrušena). Zároveň to byly první druhoválečné americké bitevní lodě, projektované bez omezení, daných Washingtonskou konferencí. Jejich výtlak byl proto (stejně jako výkon pohonného systému a rychlost), v porovnání s předchozí třídou South Dakota, výrazně vyšší.
Hlavní výzbroj odpovídala předchozí třídě, novinkou ale bylo zavedení 406mm děl s délkou hlavně 50 ráží oproti dřívějším 45 rážím.
Třída se skládala z celkem šesti jednotek, z nichž čtyři – USS Iowa, USS New Jersey, USS Missouri a USS Wisconsin, byly dokončeny ještě v průběhu druhé světové války a zúčastnily se posledních fází války v Pacifiku. Stavba posledních dvou jednotek – USS Illinois a USS Kentucky, byla po skončení války zastavena a později byly sešrotovány.

Průřez dělovou věží

Lodě třídy Iowa sloužily v každé významné americké válce od poloviny až do konce 20. století. Za druhé světové války doprovázely rychlé letadlové lodě (zejména třídy Essex) a ostřelovaly pozemní cíle. Na palubě Missouri pak byla podepsána japonská kapitulace. Po válce byly převedeny do rezervy, ale do korejské války se opět zapojily všechny čtyři a ostřelovaly severokorejské pozemní cíle a podporovaly jednotky OSN. Ve Vietnamské válce byla nasazena pouze New Jersey a to opět při ostřelování pozemních cílů.
Za vlády prezidenta Ronalda Reagana v 80. letech, byly všechny čtyři jednotky reaktivovány a modernizovány. Nesly pak střely s plochou dráhou letu Tomahawk, protilodní řízené střely Harpoon či systém blízké obrany Phalanx. Missouri a Wisconsin byly nasazeny ve válce v Zálivu v roce 1991. Všechny čtyři lodě dnes slouží jako plovoucí muzea.

## Stavba
Všechny lodě byly postaveny v loděnicích na východním pobřeží USA. USS Iowa a USS Missouri byla postavena v loděnici New York Navy Yard v Brooklynu. USS New Jersey a USS Wisconsin postavila loděnice Philadelphia Navy Yard.
Jednotky třídy Iowa:
| Jméno                  | Loděnice               | Objednána        | Zahájení stavby  | Spuštění na vodu | Uvedení do služby | Status                    |
| ---------------------- | ---------------------- | ---------------- | ---------------- | ---------------- | ----------------- | ------------------------- |
| USS Iowa (BB-61)       | New York Navy Yard     | 1. července 1939 | 27. června 1940  | 27. srpna 1942   | 22. února 1943    | vyřazena, 26. října 1990  |
| USS New Jersey (BB-62) | Philadelphia Navy Yard | 1. července 1939 | 27. června 1940  | 7. prosince 1942 | 23. března 1943   | vyřazena, 8. února 1991   |
| USS Missouri (BB-63)   | New York Navy Yard     | 12. června 1940  | 6. ledna 1941    | 29. ledna 1944   | 11. června 1944   | vyřazena, 31. března 1992 |
| USS Wisconsin (BB-64)  | Philadelphia Navy Yard | 1. července 1939 | 20. ledna 1941   | 7. prosince 1943 | 16. dubna 1944    | vyřazena, 30. září 1991   |
| USS Illinois (BB-65)   | Philadelphia Navy Yard | 9. září 1940     | 6. prosince 1942 |                  |                   | demontována, 1958         |
| USS Kentucky (BB-66)   | Norfolk Navy Yard      | 9. září 1941     | 7. března 1942   | 20. ledna 1950   |                   | prodána do šrotu, 1958    |

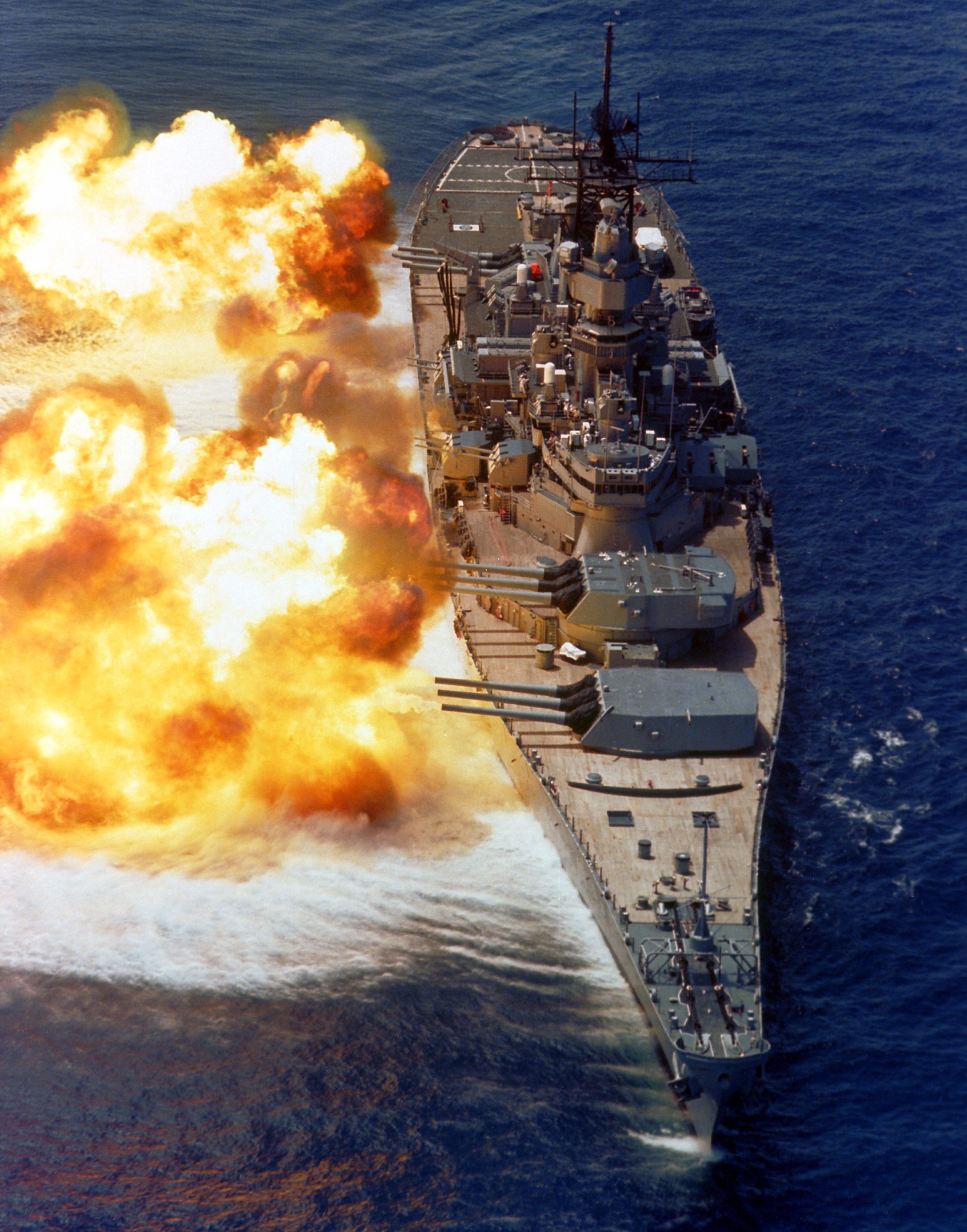
USS Iowa
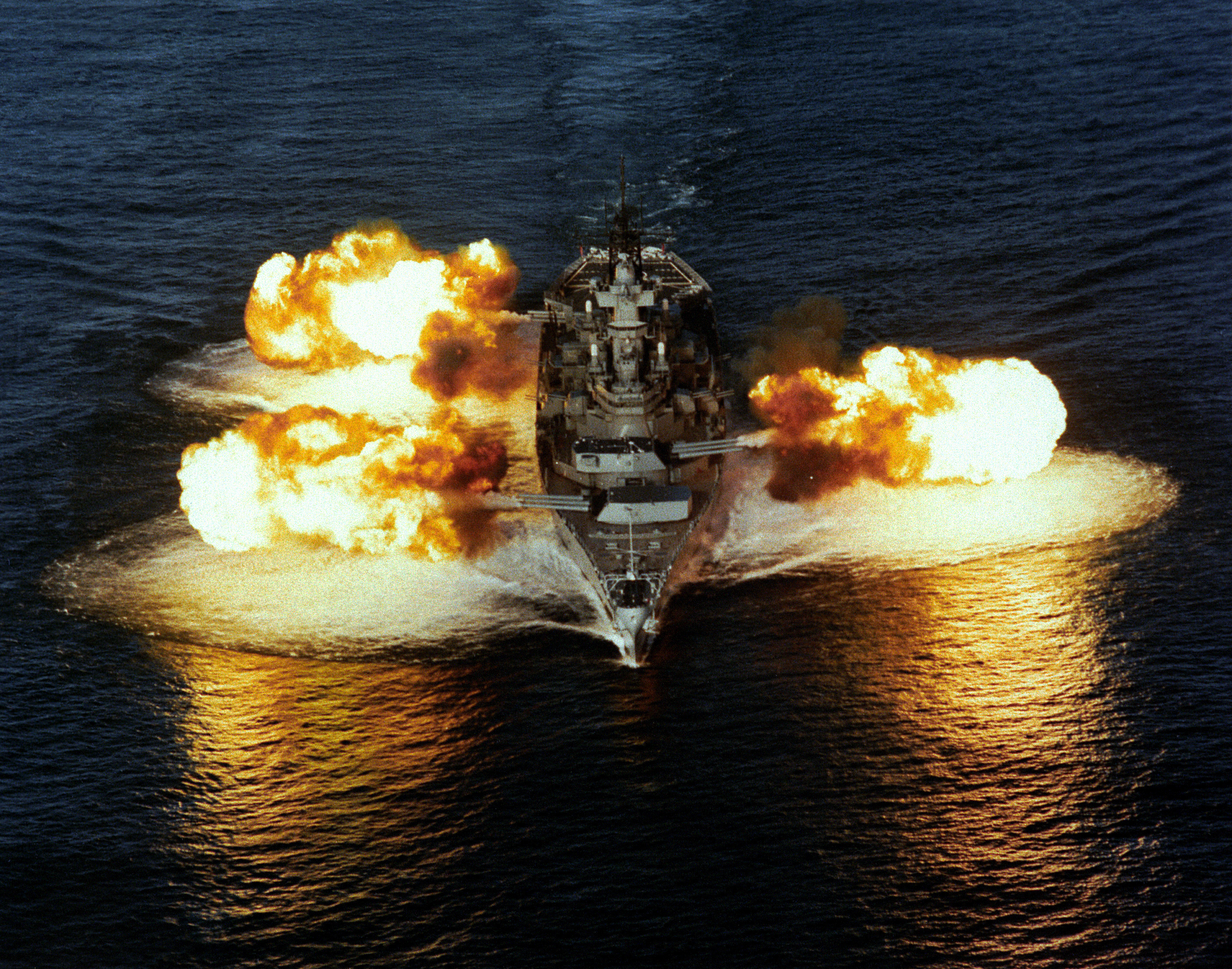
USS New Jersey
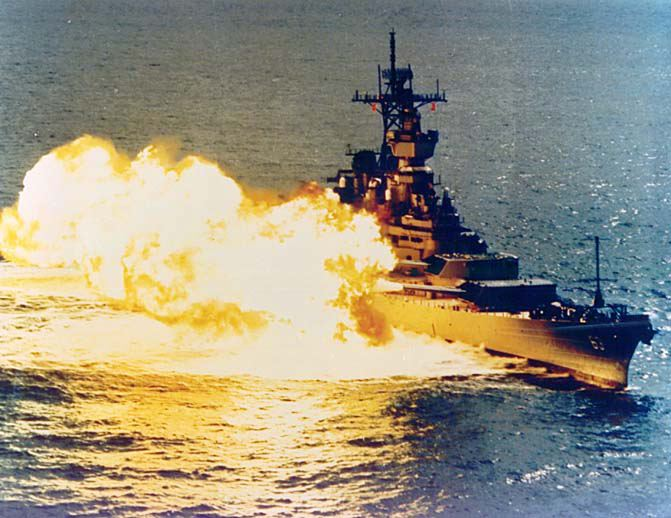
USS Missouri
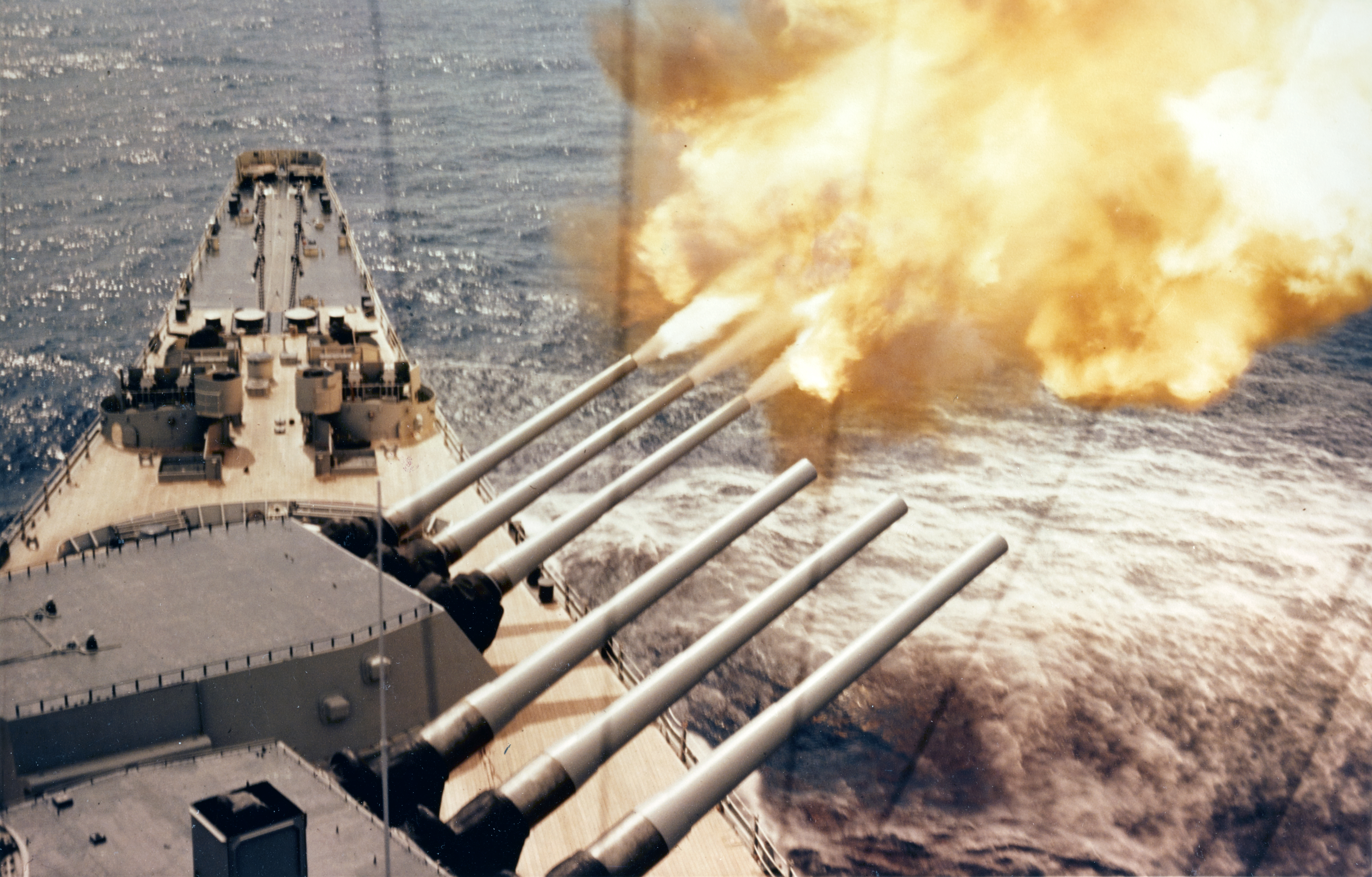
USS Wisconsin
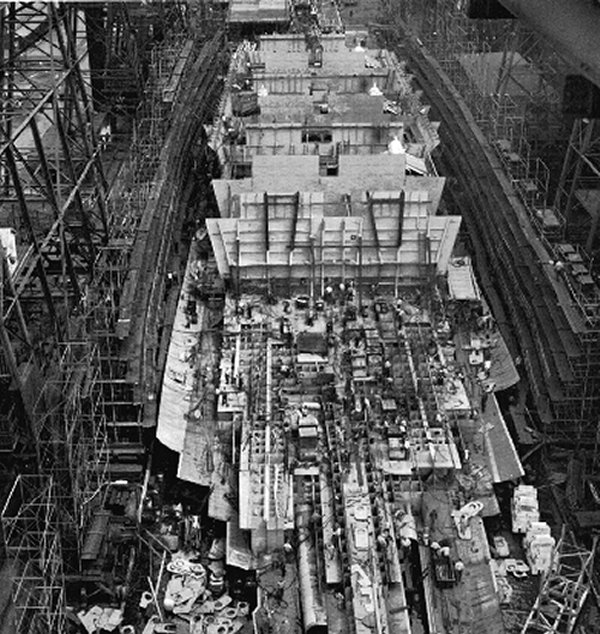
USS Illinois
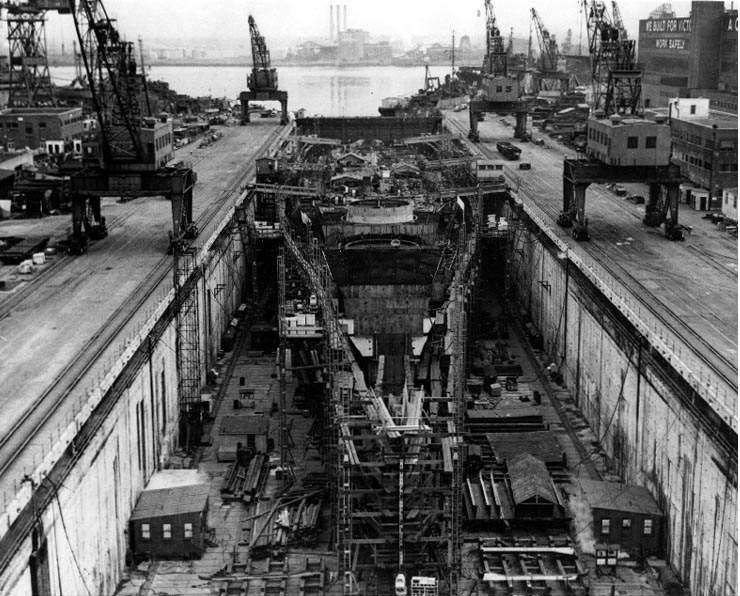
USS Kentucky
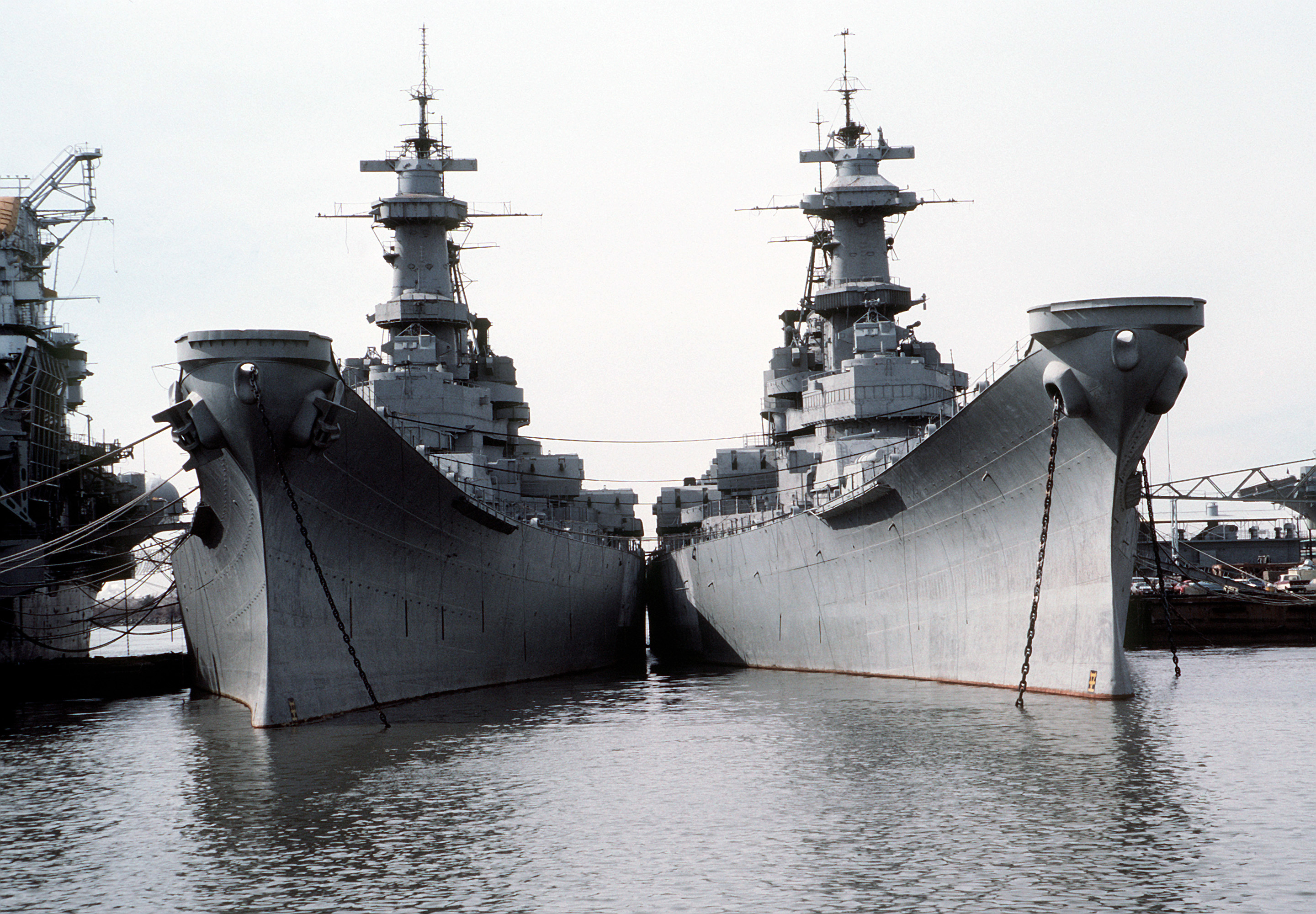
Iowa a Wisconsin.
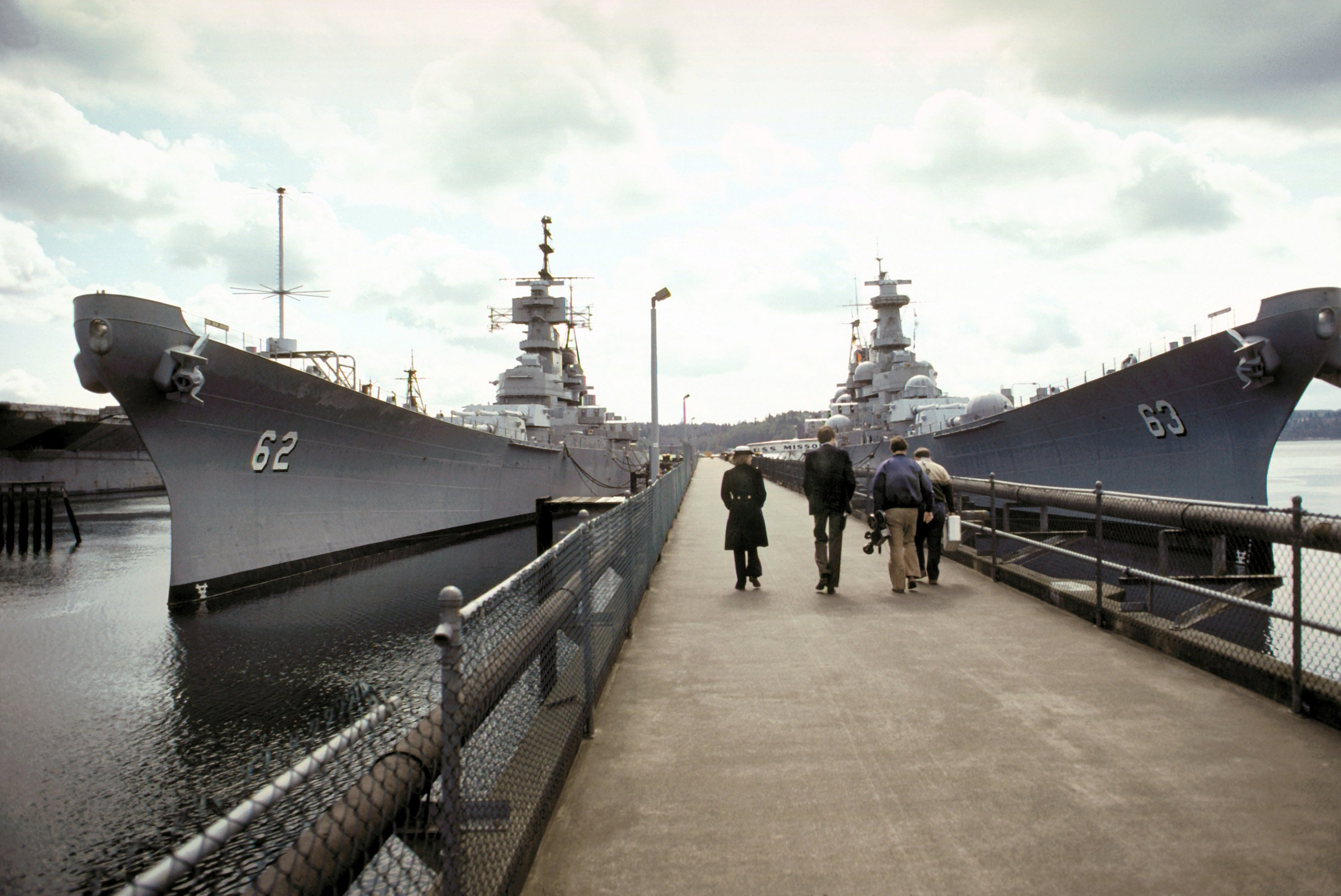
New Jersey a Missouri.